# Фалин, Валентин Михайлович
Валенти́н Миха́йлович Фа́лин (3 апреля 1926, Ленинград — 22 февраля 2018, Москва) — советский дипломат, партийный и общественный деятель, референт А. А. Громыко и Н. С. Хрущёва. Член Центральной ревизионной комиссии КПСС (1976—1986), кандидат в члены ЦК КПСС (1986—1989), член ЦК КПСС (1989—1991). Секретарь ЦК КПСС (1990—1991). Народный депутат СССР (1989—1991).
Доктор исторических наук. Лауреат Государственной премии СССР (1982). Чрезвычайный и полномочный посол.

## Биография
Валентин Фалин родился 3 апреля 1926 года в Ленинграде. Родители: отец — Фалин Михаил Михайлович (1899—1970); мать — Фалина Вера Васильевна (1904—1992). Супруга — Фалина Нина Анатольевна (1955 г. р.).
В 1930 году семья переезжает из Ленинграда в Москву — по новому месту работы отца, советского профсоюзного работника.
В 1940 году по окончании семи классов средней школы В. Фалин поступил в Московскую специальную артиллерийскую школу № 5.
С 1941 года вместе с родителями в эвакуации в Пермской области. В 1942 году семья возвращается в Москву, Валентин Фалин оформляется учеником токаря на заводе «Красный пролетарий», работает слесарем и токарем до августа 1945.
Окончил МГИМО специальность «юрист-международник, референт-переводчик по странам Восточной Европы» (учился в 1945—1950 годах), после чего сотрудник Советской контрольной комиссии в Германии (ГДР).
В 1952—1958 годах — работал в Комитете информации при МИД СССР: старший референт, помощник, старший помощник, заместитель начальника отдела. В аналитическом центре Комитета изучались в совокупности материалы, поступавшие по линии МИД, разведки и по открытым каналам — готовились аналитические записки по разнообразной тематике для руководства страны и, в первую очередь, для секретариата И. В. Сталина.
В 1953 году после смерти И. Сталина Валентин Фалин вступил в КПСС, некоторое время работал в группе молодых экспертов-аналитиков, созданной по заданию Л. П. Берии.
С 1958 года — после расформирования Комитета информации переходит на должность референта в новосозданный Отдел информации ЦК КПСС.
В 1959 году перешёл на работу в систему МИД СССР: советник, заместитель заведующего отделом, с 1961 года заведующий третьим европейским Отделом, член коллегии министерства. До 1963 года включительно готовит тексты речей и выступлений Н. С. Хрущёва. В 1964 году возглавляет группу советников министра иностранных дел СССР А. А. Громыко. В 1966—1968 годах возглавляет 2-й Европейский (британский) отдел, с осени 1968 года — 3-й Европейский (германский) отдел МИДа. По характеристике Юлия Квицинского, «В. М. Фалин — один из наиболее талантливых наших дипломатов того периода».
С 23 февраля 1971 по 10 ноября 1978 года — чрезвычайный и полномочный посол СССР в Федеративной Республике Германия.
В 1978—1982 годах — первый заместитель заведующего Отделом международной информации ЦК КПСС;
В 1983—1986 годах — политический обозреватель газеты «Известия», в эти годы он, по собственным словам, «пребывал в опале». Докторская диссертация «Конфликты интересов в антигитлеровской коалиции».
С 1986 по 1988 годы — председатель правления агентства печати «Новости» (АПН) и один из организаторов мероприятий, посвящённых празднованию 1000-летия крещения Руси.
В 1988—1991 годах — заведующий Международным отделом ЦК КПСС.
В 1990—1991 годах — секретарь ЦК КПСС (избран на Пленуме ЦК КПСС 14 июля 1990 г.).
В 1992 году переехал в Германию, где по приглашению известного немецкого политика Эгона Бара работал профессором истории в Институте изучения проблем мира и безопасности (нем. Institut für Friedensforschung und Sicherheitspolitik) при Гамбургском университете.
В 2000 году вернулся в Россию, продолжил читать лекции в МГИМО. Жил в Москве.
15 октября 2011 возглавил экспертный совет международного комитета движения «Интернациональная Россия» ОНФ.
Скончался 22 февраля 2018 года в Москве на 92-м году жизни. Похоронен на Троекуровском кладбище.

## Награды
- орден Октябрьской Революции (22 октября 1971)[1]
- три ордена Трудового Красного Знамени (31 декабря 1966; 2 апреля 1976; 13 апреля 1981)[1]
- орден Дружбы народов (2 апреля 1986)[1]
- Лауреат Государственной премии СССР (1982)[1]
- памятная медаль «90 лет Александра Зиновьева» (2016)[10]
- благодарность президента Российской Федерации (18 января 2010)[11]

### Работы В. М. Фалина
- История внешней политики СССР (1969, член авторского коллектива, удостоена Государственной премии СССР)
- Die letzte Nuklearexplosion. («Последний ядерный взрыв» — на нем. языке). — М.: Изд-во АПН, 1986. — 309 с.
- Helden. (в соавт. с Гансом Виртом и Хорстом Рихтером). — München: Psychosozial-Verlag-Union, 1987. — 159 S.
- Ziele und Voraussetzungen eines geeinten Europas Vorstellung des Projektes Strategien und Optionen für die Zukunft Europas. — Gütersloh: Verlag Bertelsmann-Stiftung, 1988. — 39 S. (статьи В. М. Фалина, Генри Киссинджера, Райнхарда Мона и Вернера Вайнденфельда)
- Politische Erinnerungen. — München: Verlag Droemer Knaur, 1993—518 S. // русск. издание: «Политические воспоминания». — М., 1999.
- Zweite Front. Die Interessenkonflikte in der Anti-Hitler-Koalition. — München: Verlag Droemer Knaur, 1995. — 560 S. // русск. издание: «Второй фронт». — М., 2000.
- Konflikte im Kreml. — München: Blessing, 1997. — 317 S. // русск. издание: «Конфликты в Кремле». — М., 1999.
- Нарочницкая Н. А., Фалин В. М. Партитура Второй мировой. Кто и когда начал войну? — М.: Вече, 2009. — 416 с. — ISBN 978-5-9533-4298-8
- Фалин В. М. Без скидок на обстоятельства. Политические воспоминания. — 1999. — ISBN 5-250-02673-7

Отдельные статьи
- Вступая в новый век… // Современная Европа. — 2001. — № 1.
- Как и почему Горбачёв простил Яковлеву сотрудничество со спецслужбами США (4 Декабря 2011)
- Приторговывать интересами друзей России — себе во зло